# Sangrila (Jünnan)
Shangri-La (kínai: 香格里拉, pinjin: Xiānggélǐlā, tibeti: སེམས་ཀྱི་ཉི་ཟླ།) Jünnan (Yunnan) tartomány északnyugati részén fekvő megyeszintű város Kínában, amely nevét az 1933-as Elveszett horizont című regényben megjelenő mitikus vidékről kapta. A Ticsing (Diqing) tibeti autonóm prefektúra székhelye és legnagyobb városa. Határai: délen Licsiang (Lijiang) városa, északnyugaton, északon és keleten Szecsuan (Sichuan) tartomány.

## Földrajz
Shangrila városa a Ticsing (Diqing) prefektúra keleti részén, Jünnan (Yunnan) északnyugati részén található. Határos kelet felől Tao-cseng (Daocheng) és Muli megyékkel (Szecsuan (Sichuan)), délről Jü-lung (Yulong) megye (Licsiang (Lijiang)) és Vej-hszi (Weixi) megye, nyugatról To-csin (Deqin) megye, északról pedig To-rung (Derong) megye és Hsziang-cseng (Xiangcheng) megye (Szecsuan (Sichuan)).

## Elnevezése
A város eredetileg Csung-tien (Zhongdian) megyeként volt ismert (kínai: 中甸县, pinjin: Zhōngdiàn Xiàn); a tibeti lakosság hagyományos neve Gyalthang (རྒྱལ་ཐང་, wylie: rgyal thang), ami „királyi síkságot” jelent. 2001. december 17-én a kínai kormány a megye nevét "Sangrila (Shangri-la)" városra változtatta, utalva az 1933-as James Hilton regényében szereplő képzeletbeli vidékre. Ez a névváltoztatás és a megye 2014. december 16-án történt várossá való átalakítása a kínai kormány turizmusfejlesztési törekvéseinek része volt. A megye székhelyének neve, Csien-tang (Jiantang) (建塘, pinjin: Jiàntáng) a Gyalthang tibeti név mandarinosított alakja.

## Történelem
2014. január 11-én hajnalban tűz ütött ki az ezeréves Tu-ko-cung (Dukezong) tibeti negyedben, amely 242 otthont és üzletet pusztított el, és 2600 lakost tett hajléktalanná. Az óváros mintegy fele megsemmisült. A tűz után a lakosokat visszaengedték otthonaikba. 2014 végére megkezdődött az újjáépítés és a turizmus fokozatosan visszatért. A tűz nem érintette a főbb nevezetességeket, mint például az imakerék és a templomok az óvárosban. Sok további nevezetesség az óvároson kívül található.

## Demográfia és nyelvek

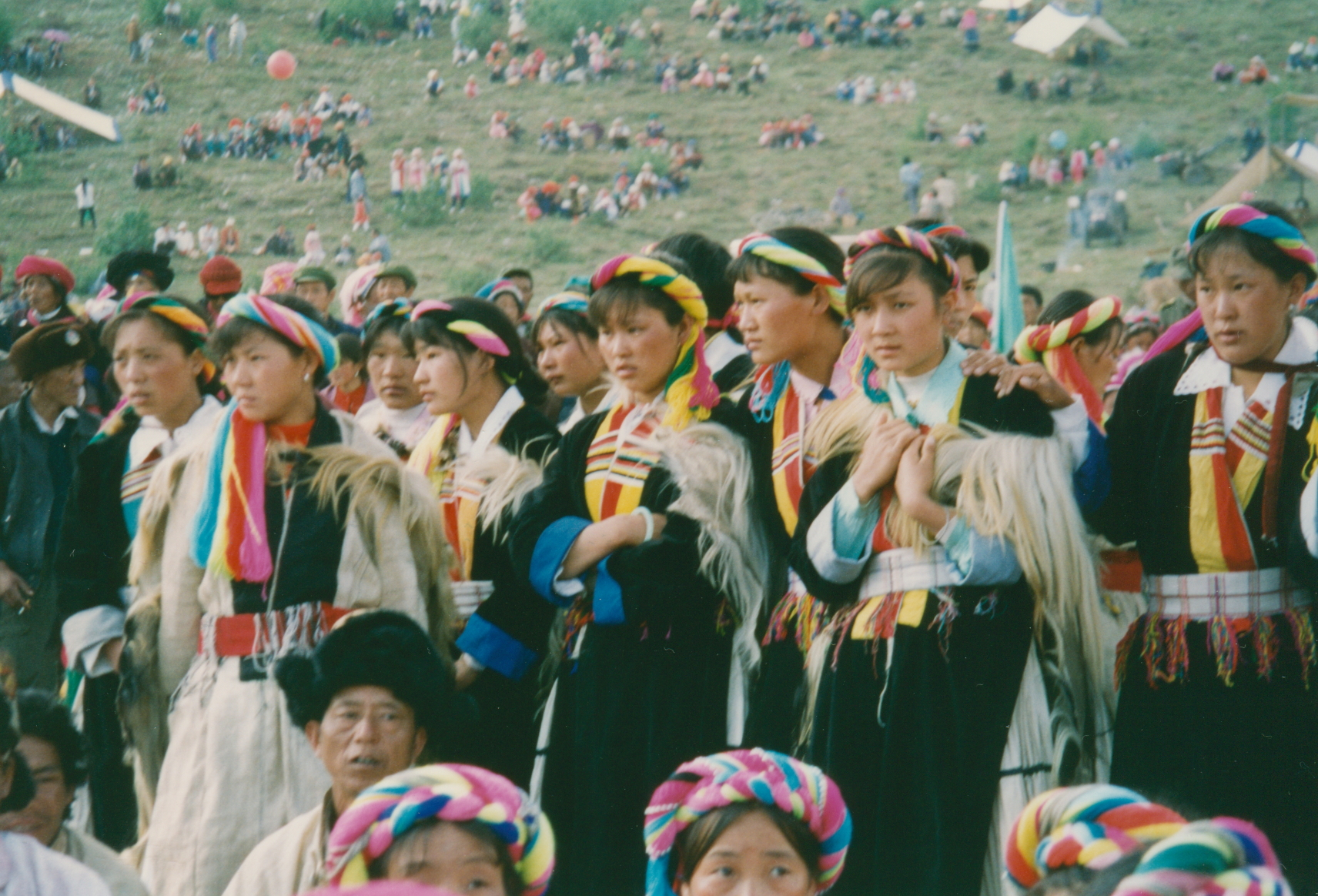
Évente megrendezett lóverseny fesztivál, 1995. június 2.

A város déli részét a nahszi (naxi) nép lakja, akik a nahszi (naxi) nyelvet beszélik, amely egy lolo-burmai nyelv és nem tartozik a tibeti nyelvek közé. Az északi rész a khampa nép lakóhelye, akik a khami tibeti déli dialektusát beszélik. Az egész városban a Han kínaiak beszélik a délnyugati mandarin nyelvjárást.
A város hangulata kifejezetten tibeti, imazászlókkal, szent nevezetű hegyekkel, lámakolostorokkal és tibeti nyelven buddhista szútra feliratokkal sziklákon.

## Éghajlat
Sangrila száraz téllel és meleg nyárral jellemezhető nedves kontinentális éghajlatú (Köppen klímaosztályozása szerinti Dwb) vagy száraz téllel és szubtrópusi magasföldi éghajlatú (Cwb) terület, amely igen hűvös az átlagos jünnan (yunnan-)i viszonyokhoz képest a magas tengerszint feletti magasság miatt (2700 és 3500 méter között). A telek hűvösek, de napsütöttek, januári középhőmérséklet -2,0 °C, a nyarak hűvösek, júliusi középhőmérséklet 13,9 °C, gyakori esőzéssel, az éves csapadék több mint 70%-a június-szeptember között esik. Az éves átlag 6,32 °C. Nyáron kívül az éjszakák rendszerint jelentősen hűvösebbek a nappaloknál. A téli szárazság ellenére a kevés csapadék is jelentős közlekedési problémákat okozhat, és elzárhatja a területet november-március között.

## Nemzeti park

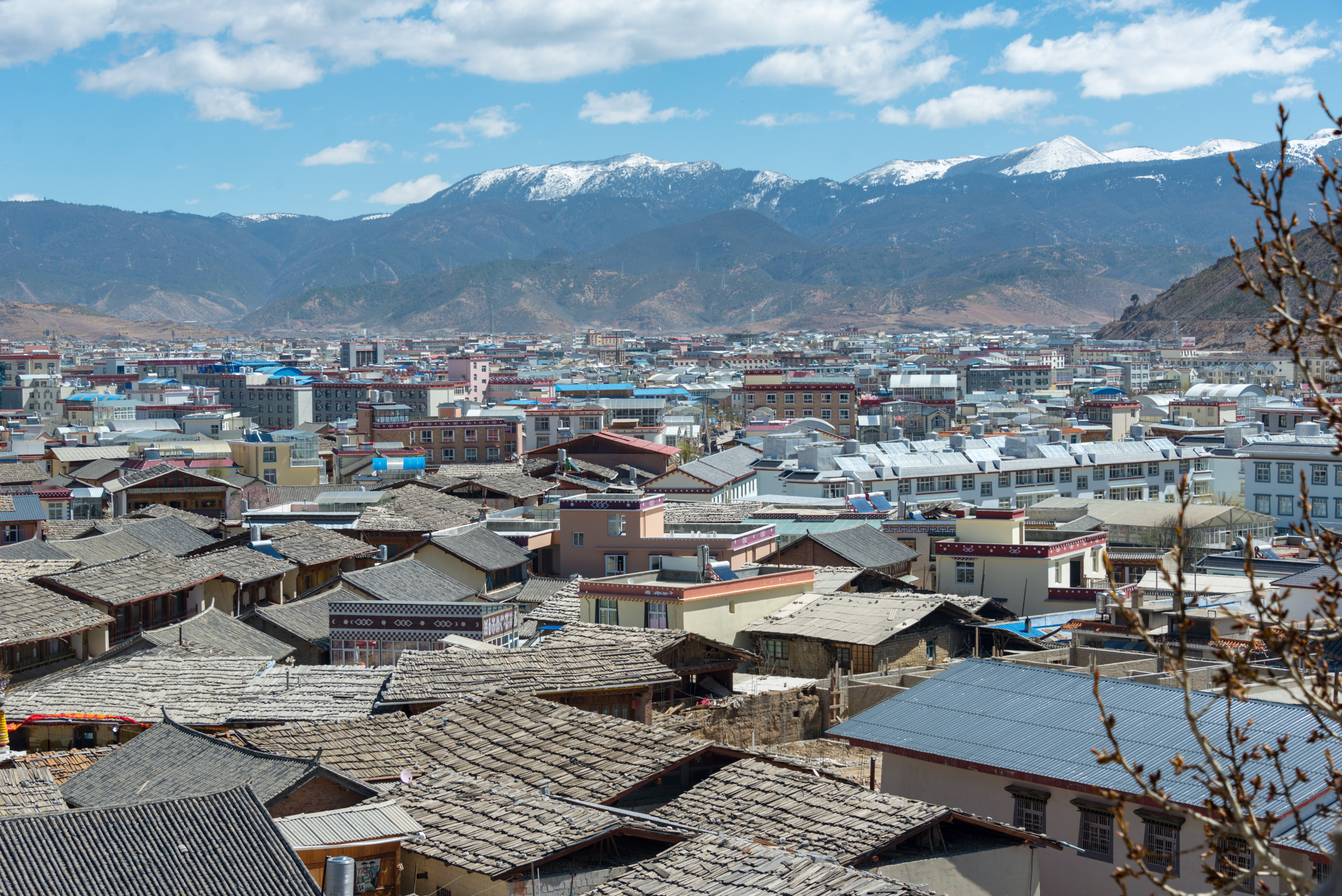
Sangrila óvárosának látképe

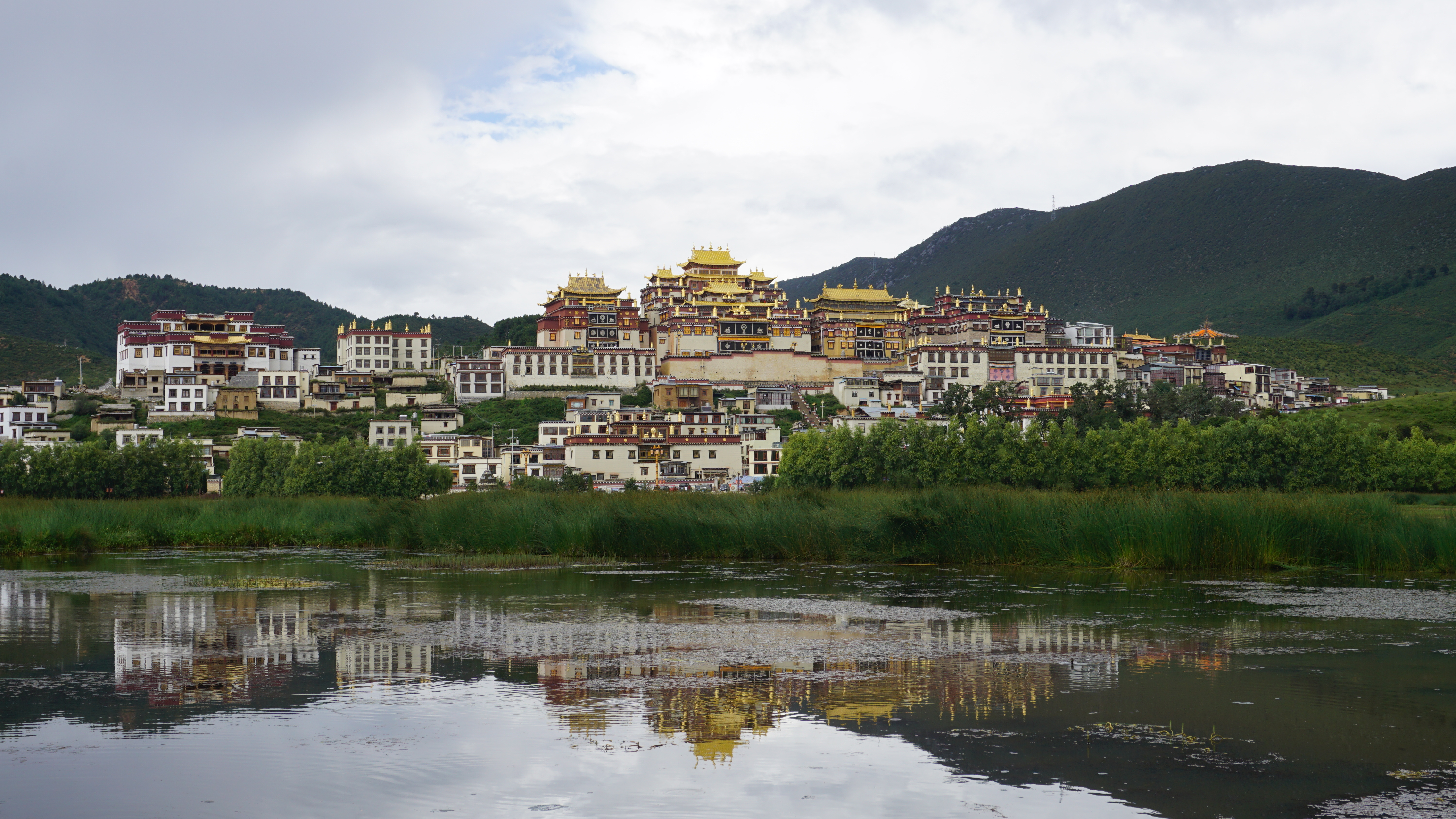
Ganden Szongcenling kolostor

A Potacon Nemzeti Park, amely Kína első olyan nemzeti parkja, amely megfelel az IUCN előírásainak, a Jünnan három párhuzamos folyója Világörökségi Területek része.

## Közlekedés

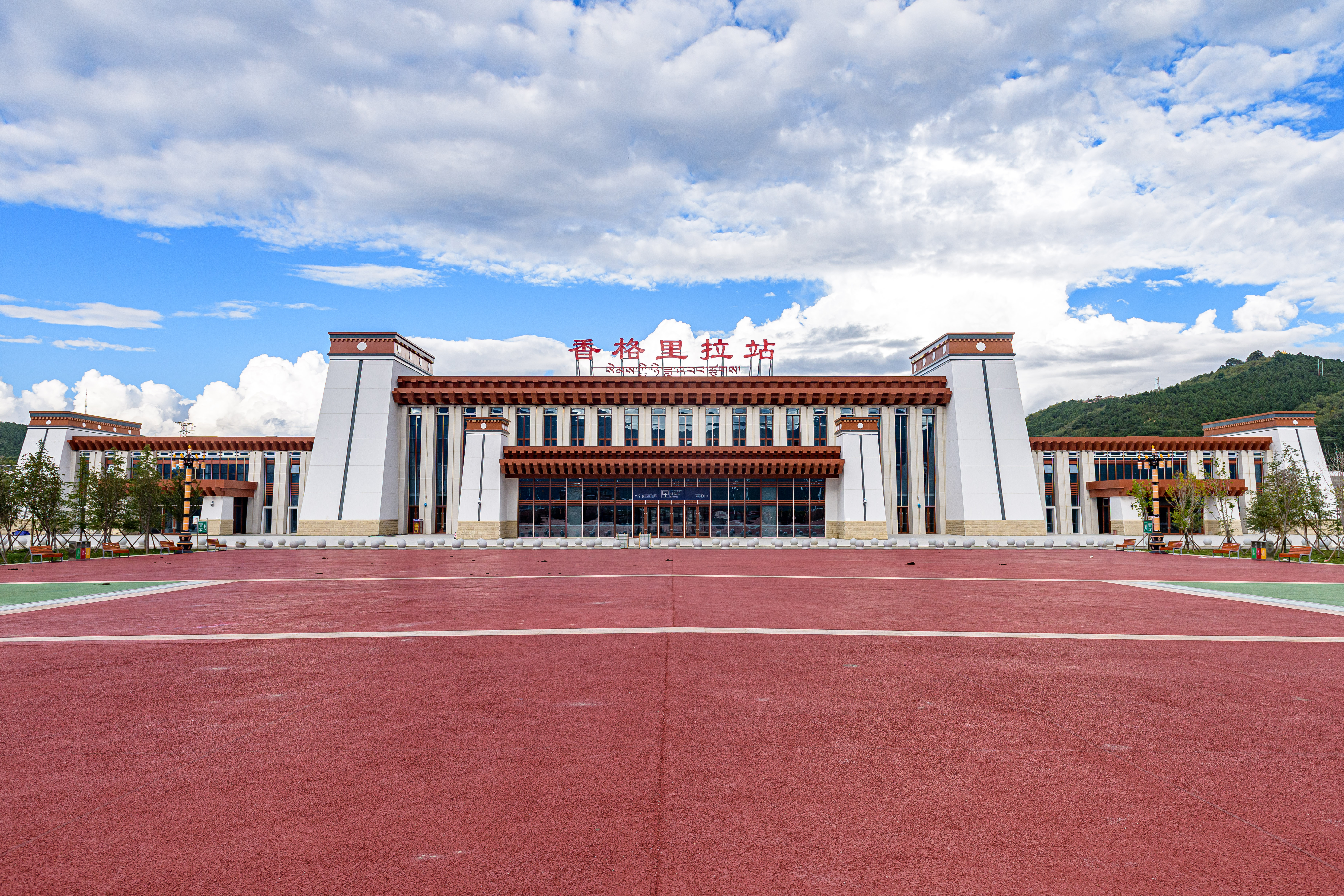
Sangrila vasútállomás az üzemelés megkezdése előtt (2023. szeptember)

A Sangrila vasútállomás a Licsiang-Sangrila (Lijiang-Shangri-la) vasútvonal részeként 2023. november 26-án nyílt meg. Vonattal 1 óra 20 perc alatt elérhető Licsiang (Lijiang), és kb. 5 óra a tartományi székhely, Kunming város.
A város repülőtere a Diqing Shangri-La repülőtér. 225 hektáros területével a legnagyobb repülőterek közé tartozik Jünnan (Yunnan) északnyugati részén. Innen járatok indulnak Kunming, Csengtu (Chengdu), Lhásza, Kanton (Guangzhou) és Sencsen (Shenzhen) irányába.
Távolsági busszal is elérhető Sangrila. Licsiang (Lijiang)ból mintegy négy óra az út busszal. Az oda vezető úton található a Tigrisugrás-szurdok (kínai: 虎跳峡, pinjin: Hu-tiao-hszia (Hutiaoxia)) és a Jangce első kanyarulata.
Sokan használják a várost kapuként Tibet felé, akár több napos terepjárós úttal Lhászáig, vagy repülővel a város repülőteréről. Maga a város azonban turisztikai célpont elsősorban a közeli Ganden Szongcenling kolostor (kínai: 松赞林寺, pinjin: Sōngzànlín Sì), a Potacon Nemzeti Park és a Tigrisugrás-szurdok miatt.

## További irodalom
- Forbes, Andrew ; Henley, David (2011). China's Ancient Tea Horse Road. Chiang Mai: Cognoscenti Books. ASIN: B005DQV7Q2
- Holas, Ashild. "Tourism and Tibetan Culture in Transition: A Place Called Shangrila" (Routledge Contemporary China Series). Routledge, 2007. szeptember 12. ISBN 8173871094, 9788173871092.

## Külső hivatkozások
- Sangrila város hivatalos honlapja